# Henning Berg
Henning Stille Berg (sinh ngày 1 tháng 9 năm 1969) là một huấn luyện viên và cựu cầu thủ bóng đá người Na Uy, ông hiện đang là huấn luyện viên dẫn dắt đội Omonia của đảo Síp.
Sự nghiệp đá bóng của ông kéo dài từ 1988 đến 2004, đáng chú ý nhất là chơi ở Premier League nơi ông giành được các danh hiệu vô địch với cả Blackburn Rovers và Manchester United, trở thành cầu thủ đầu tiên giành chức vô địch Premier League với hai câu lạc bộ khác nhau. Ông cũng chơi ở quê hương của mình cho Vålerenga và Lillestrøm trước khi kết thúc sự nghiệp của mình cùng câu lạc bộ chơi ở Scotland Premier League là Rangers. Ông cũng có 100 lần khoác áo Na Uy và ghi được 9 bàn thắng.
Berg trở thành huấn luyện viên vào năm 2005 cùng đội bóng Lyn và sau đó là Lillestrøm. Ông trở lại Blackburn với tư cách là huấn luyện viên vào năm 2012, nhưng bị sa thải chỉ sau 57 ngày đảm nhiệm vị trí này. Vào tháng 1 năm 2014, ông trở thành huấn luyện viên mới của Legia Warsaw, đội mà ông đã giành được các danh hiệu Ekstraklasa và Polish Cup. Sau đó, ông huấn luyện đội Videoton và Stabæk, trước khi chuyển đến Síp, nơi ông dẫn dắt câu lạc bộ Omonia, và đưa họ đến chức vô địch đầu tiên sau hơn một thập kỷ.

## Sự nghiệp câu lạc bộ
Sinh ra ở Eidsvoll, Berg chơi cho Vålerenga và Lillestrøm trước khi đến Anh. Huấn luyện viên Blackburn Rovers là Kenny Dalglish đã tham dự trận đấu giữa Anh và Na Uy tại sân Wembley cũ vào ngày 14 tháng 10 năm 1992 để thám thính cầu thủ Tore Pedersen, nhưng Pedersen bị chấn thương trong trận đấu và được thay thế bởi Berg. Dalglish rất ấn tượng với Berg nên sau đó đã đề nghị ký hợp đồng với ông. Berg gia nhập Blackburn vào tháng 1 năm 1993 với giá 400.000 bảng.
Berg có trận ra mắt cho Blackburn vào ngày 2 tháng 2 năm 1993, vào sân thay người trong trận thua 1-2 trên sân nhà ở Premier League trước Crystal Palace. Ông sớm chiếm được vị trí hậu vệ phải của riêng mình trong đội Rovers và đóng một vai trò quan trọng trong mùa giải giành danh hiệu vô địch của Blackburn dưới sự dẫn dắt của huấn luyện viên Kenny Dalglish ở mùa 1994–95, ông chỉ vắng mặt hai trận trong suốt mùa giải. Vì là một trung vệ tài năng, sự linh hoạt và màn trình diễn ổn định của Berg cho Blackburn đã giúp anh chuyển đến Manchester United vào năm 1997 với mức phí 5 triệu bảng - vào thời điểm đó, đây là mức phí cao nhất từng được trả cho một hậu vệ bởi một câu lạc bộ Anh.
Berg đã ủng hộ Manchester United khi còn là một cậu bé và huấn luyện viên Alex Ferguson lần đầu tiên muốn ký hợp đồng với Berg cho United 9 năm trước từ khi ông còn là một thiếu niên, nhưng thương vụ này đã thất bại vì United không thể xin được giấy phép lao động. Berg là sự lựa chọn thường xuyên trong đội hình Manchester United trong mùa giải 1997–98, nhưng sự xuất hiện của Jaap Stam vào tháng 7 năm 1998 có nghĩa là ông bị hạn chế chỉ ra sân 16 lần ở Premier League trong mùa giải 1998–99 khi đội giành được Cú ăn ba là Premier League, FA Cup và UEFA Champions League. Berg đã bỏ lỡ Chung kết Cúp FA 1999 và Chung kết UEFA Champions League 1999 do chấn thương, nhưng vẫn giành được huy chương cho cả hai, sau khi tham gia hầu hết các trận đấu của đội trên đường đến trận chung kết. Với chức vô địch năm 1999, Berg trở thành cầu thủ đầu tiên vô địch Premier League cùng 2 câu lạc bộ khác nhau, một thành tích mà ông sẽ độc chiếm một mình cho đến năm 2010, khi thành tích này được tái lập bởi Ashley Cole và Nicolas Anelka. Gael Clichy, Kolo Touré, Carlos Tevez, Robert Huth, James Milner, N'Golo Kanté và Riyad Mahrez tất cả đều đã đạt được thành tích đó. Berg giành lại vị trí của mình trong mùa giải 1999–2000, khi Ronny Johnsen bị chấn thương.
Berg tái gia nhập Blackburn Rovers vào tháng 9 năm 2000, ban đầu là cho mượn trong ba tháng, trước khi chính thức thuộc về Blackburn dưới sự dẫn dắt của huấn luyện viên Graeme Souness. Rovers được thăng hạng trở lại Premier League vào mùa giải 2000–01. Thành công tiếp tục đến với Berg ở mùa giải tiếp theo, khi Blackburn giành chức vô địch Cúp Liên đoàn 2002, đánh bại Tottenham Hotspur 2–1 tại Sân vận động Thiên niên kỷ ở Cardiff, và Berg nâng cúp với tư cách đội trưởng.
Berg sau đó rời khỏi Blackburn và có một mùa giải tại câu lạc bộ Scotland là Rangers ở mùa giải 2003–04, nơi ông chơi trận cuối cùng với tư cách một cầu thủ chuyên nghiệp.

## Sự nghiệp quốc tế
Ở cấp độ quốc tế, Berg là thành viên của Đội tuyển quốc gia Na Uy tại World Cup 1994 và World Cup 1998, cũng như Euro 2000. Anh ra mắt cho Na Uy trong trận giao hữu với Quần đảo Faroe vào tháng 5 năm 1992 và chơi tổng cộng 100 trận trong khoảng thời gian 12 năm, ghi được 9 bàn thắng. Trận đấu quốc tế cuối cùng của ông là trận giao hữu với xứ Wales vào tháng 5 năm 2004, trong đó ông được thay ra sớm bởi Claus Lundekvam để đánh dấu sự kết thúc sự nghiệp ở đội tuyển Na Uy của ông.

## Sự nghiệp huấn luyện

### Lyn
Vào ngày 22 tháng 4 năm 2005, Berg được bổ nhiệm làm huấn luyện viên của Lyn ở tuổi 35, ký hợp đồng 4 năm với đội bóng thành phố Oslo. Trận đấu đầu tiên của ông với Lyn là trận gặp Start hai ngày sau, hòa 1-1, tiếp theo là chiến thắng 6–1 trước Molde vào tuần tiếp theo. Lyn về thứ ba trong mùa giải đó.

### Lillestrøm
Vào ngày 19 tháng 8 năm 2008, Lyn thông báo rằng Berg đã chấp nhận lời đề nghị từ Lillestrøm, nơi ông chơi lần cuối vào năm 1992. Ông ký hợp đồng 5 năm và đảm nhận vị trí huấn luyện viên trưởng vào ngày 21 tháng 10 năm 2008. Vào ngày 27 tháng 10 năm 2011, Berg bị sa thải thời điểm giải còn ba trận đấu trước khi mùa giải kết thúc khi nhà đầu tư Per Berg hứa hẹn những nguồn vốn mới để mua lại những cầu thủ chất lượng sau mùa giải.

### Blackburn Rovers
Khi làm bình luận viên cho đài truyền hình Na Uy, Berg đã đưa ra đánh giá tiêu cực về chủ sở hữu của Blackburn Rovers, Venky's. Ông nói: “Không có nhà quản lý thực sự nào có uy tín lại chấp nhận một công việc như vậy”. Vào ngày 31 tháng 10 năm 2012, Blackburn Rovers thông báo rằng Berg đã chấp nhận lời đề nghị ký hợp đồng 3 năm để quản lý câu lạc bộ. Ông trở thành huấn luyện viên nước ngoài đầu tiên của Blackburn. Berg nói về những nhận xét trước đây của ông về chủ sở hữu của câu lạc bộ, Venky's: "Đó là tôi nhìn từ bên ngoài mà không biết thực sự điều gì đang diễn ra bên trong. Tôi nghĩ câu lạc bộ này vào lúc này đang đi đúng hướng."
Trận đấu đầu tiên của Berg dẫn dắt Blackburn diễn ra vào ngày 3 tháng 11 năm 2012, thất bại 0-2 trước Crystal Palace. Chiến thắng đầu tiên và duy nhất của ông là vào ngày 17 tháng 11 năm 2012, chiến thắng 4–1 trước Peterborough. Đó được coi là chiến thắng duy nhất của ông trên cương vị huấn luyện viên Blackburn, khi Berg bị sa thải vào ngày 27 tháng 12, chỉ sau 57 ngày tại vị.
Vào ngày 14 tháng 2 năm 2013, LMA đã đệ đơn kiện lên tòa án tối cao chống lại Blackburn Rovers vì không trả lương cho Berg.
Sau khi rời Blackburn Rovers, Berg làm tuyển trạch viên không chính thức cho Norwich City, theo dõi các trận đấu ở cả Anh và Đức.

### Legia Warsaw
Vào ngày 19 tháng 12 năm 2013, có thông báo rằng ông sẽ là huấn luyện viên mới của Legia Warsaw bắt đầu từ ngày 1 tháng 1 năm 2014. Trong mùa giải đầu tiên làm huấn luyện viên, ông đã dẫn dắt đội giành được danh hiệu Ekstraklasa của Ba Lan. Vào ngày 5 tháng 10 năm 2015, ông bị sa thải khi đang đứng thứ hai trong giải đấu, sau trận hòa 2–2 trước Górnik Zabrze.

### Videoton
Vào ngày 5 tháng 5 năm 2016, Berg ký hợp đồng hai năm với đội bóng chơi tại giải Hungarian League có trụ sở tại Székesfehérvár là câu lạc bộ Videoton. Ông đã bị sa thải vào cuối mùa giải mặc dù ông là ứng cử viên cho danh hiệu tận đến lúc ngày thi đấu cuối cùng.

### Omonia
Vào ngày 6 tháng 6 năm 2019, Berg ký hợp đồng hai năm với câu lạc bộ Omonia ở Síp, sau đó ông sẽ gia hạn thêm một năm.
Berg có trách nhiệm về việc Omonia trở lại Champions League, khi họ được xếp đầu bảng ở giải quốc nội khi mùa giải 2019–20 đã bị bỏ dở do đại dịch COVID-19. Năm sau, ông đã dẫn dắt Omonia giành chức vô địch Cypriot First Division 2020–21, danh hiệu đầu tiên của họ sau 11 năm, cũng như Siêu cúp. Mặc dù ông đã dẫn dắt Omonia đến vòng bảng UEFA Europa League 2020-21 (lần đầu tiên câu lạc bộ lọt vào vòng bảng châu Âu) và vòng bảng UEFA Europa Conference League 2021-22, một chiến dịch của giải đấu mùa giải 2021–22 ảm đạm khiến câu lạc bộ bị loại khỏi top sáu đồng nghĩa với việc ông bị sa thải vào ngày 28 tháng 2 năm 2022.
Công việc của Berg tại Omonia đã được các chuyên gia, người hâm mộ và thậm chí cả các huấn luyện viên khác trong giải đấu ca ngợi rộng rãi, không chỉ vì đã khôi phục thành công cho câu lạc bộ mà còn vì chiến thuật của ông, khả năng phòng ngự xuất sắc của đội và quan trọng nhất là vì tin tưởng vào các tài năng của địa phương ở một giải đấu với tỷ lệ cầu thủ nước ngoài cao. Một số cầu thủ người Síp đã đột phá dưới thời Berg, bao gồm Loizos Loizou, Marinos Tzionis và Ioannis Kousoulos.

### Pafos
Vào ngày 12 tháng 6 năm 2022, Berg gia nhập câu lạc bộ Síp Pafos với tư cách là huấn luyện viên trưởng mới của họ, và đội của ông bắt đầu mùa giải với chuỗi 13 trận bất bại. Mặc dù thực hiện những vụ chuyển nhượng đắt giá trong kỳ chuyển nhượng tháng Giêng, phong độ của Pafos ngày càng sa sút theo thời gian và Berg bị sa thải vào đầu tháng 4 năm 2023 khi đội của ông trải qua bảy trận liên tiếp không thắng, chỉ ba ngày trước trận bán kết Cypriot Cup của họ. Trận đấu cuối cùng mà ông dẫn dắt đội là trận thua 0-2 trước câu lạc bộ cũ của ông, Omonia.

### AEK Larnaca
Vào ngày 14 tháng 8 năm 2024, Berg trở lại Síp và ký hợp đồng một mùa giải với AEK Larnaca. Ông đã dẫn dắt AEK chơi tại Cúp bóng đá Síp 2024–25 trước khi rời câu lạc bộ vào cuối mùa giải 2024–25.

## Thống kê sự nghiệp

### Câu lạc bộ
| Câu lạc bộ              | Mùa giải            | Giải đấu                | Giải đấu | Giải đấu  | Cúp quốc gia | Cúp quốc gia | League Cup | League Cup | Châu lục | Châu lục  | Giải khác | Giải khác | Tổng cộng | Tổng cộng |
| Câu lạc bộ              | Mùa giải            | Giải đấu                | Số trận  | Bàn thắng | Số trận      | Bàn thắng    | Số trận    | Bàn thắng  | Số trận  | Bàn thắng | Số trận   | Bàn thắng | Số trận   | Bàn thắng |
| ----------------------- | ------------------- | ----------------------- | -------- | --------- | ------------ | ------------ | ---------- | ---------- | -------- | --------- | --------- | --------- | --------- | --------- |
| Blackburn Rovers        | 1992–93             | Premier League          | 4        | 0         | 0            | 0            | 2          | 0          | —        | —         | —         | —         | 6         | 0         |
| Blackburn Rovers        | 1993–94             | Premier League          | 40       | 1         | 4            | 0            | 3          | 0          | —        | —         | —         | —         | 47        | 1         |
| Blackburn Rovers        | 1994–95             | Premier League          | 42       | 1         | 2            | 0            | 4          | 0          | 2        | 0         | 1         | 0         | 51        | 1         |
| Blackburn Rovers        | 1995–96             | Premier League          | 37       | 0         | 2            | 0            | 4          | 0          | 6        | 0         | 0         | 0         | 49        | 0         |
| Blackburn Rovers        | 1996–97             | Premier League          | 36       | 2         | 2            | 0            | 3          | 0          | —        | —         | —         | —         | 41        | 2         |
| Blackburn Rovers        | Tổng cộng           | Tổng cộng               | 159      | 4         | 10           | 0            | 16         | 0          | 8        | 0         | 1         | 0         | 194       | 4         |
| Manchester United       | 1997–98             | Premier League          | 27       | 1         | 2            | 0            | 0          | 0          | 7        | 1         | 0         | 0         | 36        | 2         |
| Manchester United       | 1998–99             | Premier League          | 16       | 0         | 5            | 0            | 3          | 0          | 5        | 0         | 1         | 0         | 29        | 0         |
| Manchester United       | 1999–2000           | Premier League          | 22       | 1         | —            | —            | 0          | 0          | 12       | 0         | 3         | 0         | 37        | 1         |
| Manchester United       | 2000–01             | Premier League          | 1        | 0         | 0            | 0            | 0          | 0          | 0        | 0         | 0         | 0         | 1         | 0         |
| Manchester United       | Tổng cộng           | Tổng cộng               | 66       | 2         | 7            | 0            | 3          | 0          | 23       | 1         | 4         | 0         | 103       | 3         |
| Blackburn Rovers (mượn) | 2000–01             | Division One            | 17       | 0         | 0            | 0            | 1          | 0          | —        | —         | —         | —         | 18        | 0         |
| Blackburn Rovers        | 2000–01             | Division One            | 24       | 1         | 3            | 0            | 0          | 0          | —        | —         | —         | —         | 27        | 1         |
| Blackburn Rovers        | 2001–02             | Premier League          | 34       | 1         | 2            | 0            | 2          | 0          | —        | —         | —         | —         | 38        | 1         |
| Blackburn Rovers        | 2002–03             | Premier League          | 16       | 1         | 1            | 0            | 0          | 0          | 2        | 0         | —         | —         | 19        | 1         |
| Blackburn Rovers        | Tổng cộng           | Tổng cộng               | 91       | 3         | 6            | 0            | 3          | 0          | 2        | 0         | —         | —         | 102       | 3         |
| Rangers                 | 2003–04             | Scottish Premier League | 20       | 0         | 3            | 0            | 0          | 0          | 7        | 0         | —         | —         | 30        | 0         |
| Tổng cộng sự nghiệp     | Tổng cộng sự nghiệp | Tổng cộng sự nghiệp     | 336      | 9         | 26           | 0            | 22         | 0          | 40       | 1         | 5         | 0         | 429       | 10        |

## Danh hiệu

### Cầu thủ
Blackburn Rovers
- Premier League: 1994–95[38]
- Football League Cup: 2001–02[39]

Manchester United
- Premier League: 1998–99, 1999–2000[38]
- FA Cup: 1998–99[40]
- UEFA Champions League: 1998–99[40]

### Huấn luyện viên
Legia Warsaw
- Ekstraklasa: 2013–14[41]
- Polish Cup: 2014–15[41]

Omonia Nicosia
- Cypriot First Division: 2020–21[42]
- Cypriot Super Cup: 2021[43]